# Cantone di Bourg-en-Bresse-Est
Il Cantone di Bourg-en-Bresse-Est era un cantone francese dell'arrondissement di Bourg-en-Bresse che comprendeva unicamente una parte della città di Bourg-en-Bresse.
Creato nel 1982 comprendeva inizialmente anche i comuni di Montagnat e di Saint-Just ma nel 1984 questi ultimi vennero scissi ed entrarono a far parte del Cantone di Péronnas.
A seguito della riforma approvata con decreto del 13 febbraio 2014, che ha avuto attuazione dopo le elezioni dipartimentali del 2015, è stato soppresso.